# Cormot-Vauchignon
Cormot-Vauchignon est, depuis le 1er janvier 2017, une commune nouvelle française située dans le département de la Côte-d'Or en région Bourgogne-Franche-Comté.

## Géographie

### Climat
Pour des articles plus généraux, voir Climat de la Bourgogne-Franche-Comté et Climat de la Côte-d'Or.
En 2010, le climat de la commune est de type climat océanique dégradé des plaines du Centre et du Nord, selon une étude du Centre national de la recherche scientifique s'appuyant sur une série de données couvrant la période 1971-2000. En 2020, Météo-France publie une typologie des climats de la France métropolitaine dans laquelle la commune est exposée à un climat océanique altéré et est dans la région climatique Bourgogne, vallée de la Saône, caractérisée par un bon ensoleillement (1 900 h/an), un été chaud (18,5 °C), un air sec au printemps et en été et des vents faibles.
Pour la période 1971-2000, la température annuelle moyenne est de 10 °C, avec une amplitude thermique annuelle de 17 °C. Le cumul annuel moyen de précipitations est de 883 mm, avec 13,1 jours de précipitations en janvier et 7,7 jours en juillet. Pour la période 1991-2020, la température moyenne annuelle observée sur la station météorologique de Météo-France la plus proche, « La Rochepot », sur la commune de La Rochepot à 3 km à vol d'oiseau, est de 10,6 °C et le cumul annuel moyen de précipitations est de 849,5 mm,. Pour l'avenir, les paramètres climatiques de la commune estimés pour 2050 selon différents scénarios d'émission de gaz à effet de serre sont consultables sur un site dédié publié par Météo-France en novembre 2022.

## Urbanisme

### Typologie
Au 1er janvier 2024, Cormot-Vauchignon est catégorisée commune rurale à habitat dispersé, selon la nouvelle grille communale de densité à 7 niveaux définie par l'Insee en 2022.
Elle est située hors unité urbaine. Par ailleurs la commune fait partie de l'aire d'attraction de Beaune, dont elle est une commune de la couronne,. Cette aire, qui regroupe 64 communes, est catégorisée dans les aires de 50 000 à moins de 200 000 habitants,.

## Histoire
Sous l'Ancien Régime, les villages de Cormot le Grand, Cormot le Petit et Vauchignon font partie de la paroisse de Nolay.
Les communes de Cormot-le-Grand et Vauchignon sont créées sous la Révolution. Le 1er janvier 2017, elles fusionnent pour former la commune nouvelle de Cormot-Vauchignon, créée par un arrêté préfectoral du 2 décembre 2016.

## Politique et administration
| Nom                     | Code Insee | Intercommunalité                                        | Superficie (km2) | Population (dernière pop. légale) | Densité (hab./km2) |
| ----------------------- | ---------- | ------------------------------------------------------- | ---------------- | --------------------------------- | ------------------ |
| Cormot-le-Grand (siège) | 21195      | CA Beaune, Côte et Sud - Communauté Beaune-Chagny-Nolay | 5,88             | 152 (2014)                        | 26                 |
| Vauchignon              | 21658      | CA Beaune, Côte et Sud - Communauté Beaune-Chagny-Nolay | 4,24             | 44 (2014)                         | 10                 |

### Liste des maires
| Période      | Période  | Identité     | Étiquette      | Qualité  |
| ------------ | -------- | ------------ | -------------- | -------- |
| janvier 2017 | En cours | Marc Denizot | Sans étiquette | Retraité |

## Population et société

### Démographie
En 2013, la population totale des deux communes regroupées représentait 191 habitants.

## Culture locale et patrimoine

### Lieux et monuments
- Chapelle Saint-Antoine à Cormot-le-Grand.
- Cirque du Bout du Monde (falaises, grotte et cascade) à Vauchignon.
- Vestiges historiques à Vauchignon[réf. souhaitée].